# Shindo Renmei
Shindo Renmei - en japonés: 臣道連盟, romanizado: Liga del Camino de los Súbditos fue una asociación de carácter nacionalista y considerada —hoy en día— como una organización terrorista creada en el Interior del Estado de São Paulo a principios de los años 1940 por los isseis. Algunos miembros más fanáticos de la asociación (tokkotai) cometieron violentos ataques contra los isseis y los japoneses-brasileños que creyeron la noticia de la derrota japonesa en la Segunda Guerra Mundial. Shindo Renmei mató al menos a 23 personas e hirió a otras 147, en su mayoría inmigrantes de origen japonés (issei).

## Antecedentes

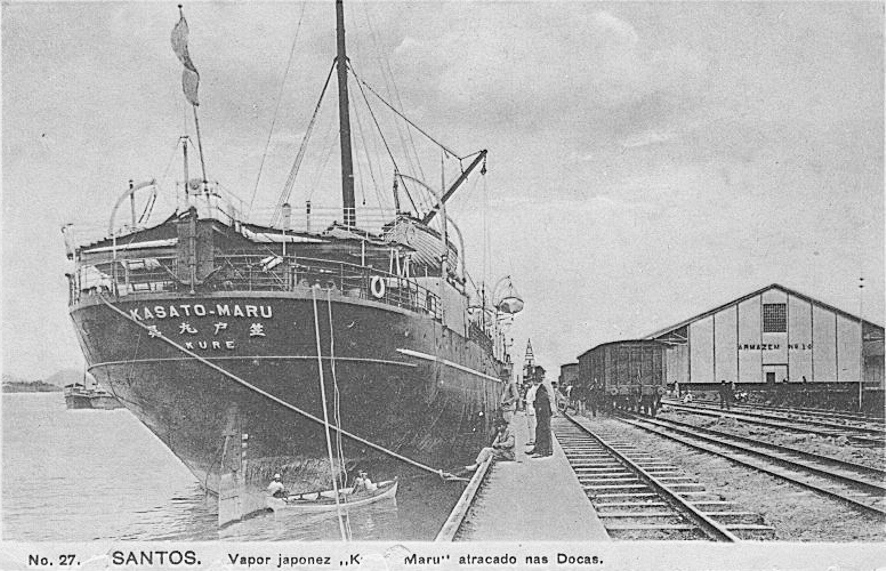
El barco Kasato Maru atracado en el Puerto de Santos, 1908.

Los primeros inmigrantes japoneses llegaron a Brasil en 1908. La gran mayoría de los inmigrantes japoneses tenían la intención de hacer una fortuna y luego regresar a Japón.
Los recién llegados se encontraron con una tierra completamente diferente de su patria: idioma, costumbres, religión, comida, clima, en resumen, todo era diferente a lo que estaban acostumbrados.
La política de inmigración de la República Velha tenía como objetivo «encubrir» a Brasil. Los inmigrantes japoneses solo fueron aceptados porque el flujo de inmigrantes italianos se redujo mucho.
En este contexto, los inmigrantes japoneses eran vistos con sospecha ya que tenían hábitos completamente diferentes de los brasileños y otros inmigrantes extranjeros. Los japoneses se organizaron en comunidades cerradas, pocos aprendían el idioma portugués y evitaban el contacto con los brasileños y otras comunidades de inmigrantes. Estos hechos contribuyeron a aumentar la desconfianza contra ellos.
A pesar de todo, Brasil ya tenía en los años 1930, la mayor comunidad de inmigrantes japoneses del mundo.
La dictadura del Estado Novo implantada por Getúlio Vargas buscó enfatizar el nacionalismo brasileño a través de la represión de la cultura de los inmigrantes que formaban comunidades cerradas como los japoneses y los alemanes. El Decreto Nº 383, de 18 de abril de 1938, estableció varias prohibiciones para los extranjeros: no podían participar en actividades políticas, formar ningún tipo de asociación, hablar idiomas extranjeros en público ni utilizarlos para la alfabetización de los niños. Se prohibió la difusión de programas de radio en idiomas extranjeros. Se prohibieron las publicaciones impresas (periódicos, revistas) en idiomas extranjeros, a menos que fueran bilingües, por ejemplo, el japonés-portugués. Como las publicaciones en japonés se volvieron demasiado caras, los periódicos y revistas ya no circulaban.
En 1939, una encuesta del Ferrocarril del Noroeste de Brasil en São Paulo mostró que el 87,7% de los nipo-brasileños se suscribían a periódicos en japonés, un índice de lectura muy alto en el Brasil de la época. El Decreto Nº 383 de 1938 prácticamente puso fin a la difusión de información en la comunidad japonesa, ya que gran parte de ella ni siquiera entendía el portugués.
Con la ruptura de las relaciones diplomáticas con Japón en 1942, se prohibió la llegada de nuevos inmigrantes procedentes de Japón, las cartas ya no llegaron, los japoneses-brasileños ya no podían viajar por el país o vivir en determinados lugares (como la costa) sin un salvoconducto expedido por la autoridad policial, y se confiscaron los aparatos de radio para que no se pudieran oír las transmisiones de onda corta procedentes del Japón. Durante la Segunda Guerra Mundial, la comunidad brasileño-japonesa no pudo recibir noticias de Japón y no hubo prensa escrita o hablada que utilizara el idioma japonés. La falta de información sobre el Japón se hizo total.

## Nacimiento
Shindo Renmei no fue la primera o la única organización nacionalista creada por inmigrantes japoneses. Existieron otras, pero ninguna había cometido actos terroristas. La mayoría de ellas eran organizaciones de asistencia mutua de la comunidad japonesa y brasileña.
Según el investigador Rogério Dezem, algunos católicos japoneses (Keizo Ishihara, Margarida Watanabe y Massaru Takahashi) crearon, con la aprobación de la Iglesia Católica y las autoridades gubernamentales, un fondo de beneficencia, conocido simplemente como "Pia", para ayudar a los miembros pobres de la colonia.
Un excoronel del ejército japonés, Junji Kikawa, participó en las actividades de la "Pia". En agosto de 1942, después de un violento enfrentamiento entre brasileños y japoneses en la ciudad de Marília, Junji Kikawa fundó Shindo Renmei (la "Liga del camino de los súbditos", en idioma japonés). En 1944, se desvinculó de la organización benéfica "Pia", porque la junta directiva de esta última se oponía a la propaganda que hacía de utilizar el sabotaje. Junji Kikawa imprimió y distribuyó panfletos en los que aconsejaba a los agricultores japoneses-brasileños que abandonaran o destruyeran la producción de seda (utilizada en la fabricación de paracaídas) y de menta (el derivado del mentol se utilizaba para hacer más potente la nitroglicerina). Hubo algunos actos de destrucción de las plantaciones de gusanos de seda y de menta de los agricultores japoneses-brasileños, pero las autoridades policiales no investigaron los hechos adecuadamente y el asunto se olvidó pronto.
Shindo Renmei tenía su sede en la Rua Paracatu, 96, en el bairro da Saúde de la ciudad de São Paulo. Incluso tenía 64 sucursales en los estados de São Paulo y Paraná. Continuó con las donaciones de sus afiliados.
Con el fin de la Segunda Guerra Mundial, muchos miembros de Shindo Renmei se negaron a creer las noticias oficiales sobre la derrota de Japón. Sus objetivos se convirtieron entonces en: castigar a los derrotistas, difundir la «verdad» (que Japón ganó o ganó la guerra) y defender el honor del emperador.
La comunidad japonesa-brasileña de la época estaba dividida por las amenazas de los miembros más fanáticos de Shindo Renmei:
- Kachigumi: -Los vencedores, eran aquellos que creían que la guerra continuaba o que había habido la victoria de Japón. No todos simpatizaban con las acciones de Shindo Renmei. Estaba compuesto por las personas más pobres de la comunidad que aún deseaban el regreso. Eran los más numerosos.
- Makegumi: -Los derrotistas, peyorativamente llamados «corazones sucios», eran los que creían en la derrota japonesa. Eran el grupo más próspero de la colonia, mejor informado y mejor adaptado al Brasil.

Algunos estelares (conocidos como lero-lero) forjaron periódicos y revistas japonesas con noticias de la gran victoria y comenzaron a vender tierras en los «territorios conquistados». Otros vendían yenes, la moneda japonesa prácticamente sin valor en ese momento, a precios altos para los que querían volver a Japón. Los rumores difundidos por los estelares profundizaron aún más la confusión de las noticias en la colonia y causaron enormes daños al kachigumi, llevando a algunos al suicidio.

## Acciones
Los miembros de Shindo Renmei creían firmemente que la noticia de la derrota y la rendición de Japón era falsa. Así que crearon una red para difundir la «verdad»: que Japón había ganado la guerra. Periódicos y revistas en japonés comenzaron a hacer circular esta idea; se pusieron al aire estaciones de radio clandestinas.
Shindo Renmei elaboró listas con los nombres de los makegumi que debían morir por traicionar al emperador.
Según la DEOPS (Policía Política) de São Paulo, Kamegoro Ogasawara, propietario de la fábrica de tintes Oriente en la ciudad de São Paulo, sería el coordinador de las acciones punitivas. Los asesinos dejaban su teñido para ejecutar a los que eran considerados los makegumi más importantes de la ciudad de São Paulo. Varias pensiones japonesas acogieron a los ejecutores después de sus acciones. Uno de ellos era la pensión Cruzeiro, cuyo propietario era Mongo Yoshizago, situada en la Rua Barão de Duprat, nº 119, São Paulo.
Los asesinos de Shindo Renmei, llamados tokkotai, siempre eran jóvenes. Primero, entregaron o enviaron cartas solicitando el seppuku (suicidio ritual) de los makegumi que iban a morir, para que pudieran «recuperar el honor perdido». Se suicidarían cortándose la barriga, donde se colocaría una bandera japonesa. Las cartas comenzaron diciendo: «Tienes un corazón sucio, así que debes lavarte la garganta. (es decir, debes tener la garganta cortada por una espada katana)».
Los que se negaban a suicidarse eran ejecutados con armas de fuego y a veces con espadas katana. Los crímenes se produjeron a menudo en presencia de familiares de los asesinados. Ninguno de los makegumi que recibieron la carta aceptó suicidarse. El primer makegumi asesinado fue Ikuta Mizobe, el 7 de marzo de 1946, en Bastos (SP).  Décadas después, su hija, Aiko Higuchi, reveló detalles sobre el crimen y sus consecuencias.
De enero de 1946 a febrero de 1947, según datos oficiales, Shindo Renmei mató a 23 personas e hirió a otras 147, todas ellas japonesas-brasileñas.
Los tokkotai a menudo se entregaban a las autoridades justo después de las ejecuciones. Siempre explicaron que no tenían nada en contra de Brasil o de los brasileños, y que no eran criminales comunes, ya que mataban en el estricto cumplimiento de su deber.

## Represión y término
Las historias de asesinatos, especialmente los de la espada katana, esparcen el terror de Shindo Renmei dentro de la comunidad japonesa-brasileña. Aunque no se vieron afectados directamente, el resto de la población brasileña reforzó su preconcepción de que todos los japoneses eran fanáticos nacionalistas.
Parte de la población brasileña reaccionó apasionadamente y golpeó a algunos japoneses-brasileños inocentes o a miembros de Shindo Renmei. Los enfrentamientos se produjeron en ciudades del interior de São Paulo donde había un gran número de inmigrantes japoneses, como en la región de Tupã, São Paulo.
Después de dos ataques de Shindo Renmei, el asesinato de un camionero brasileño por un camionero japonés el 31 de julio de 1946, hizo que la población de Osvaldo Cruz saliera a las calles dispuesta a linchar a todos los japoneses-brasileños que pudieran encontrar. La revuelta fue controlada sólo con la llegada de las tropas del ejército llamadas por el doctor Oswaldo Nunes.
El ejército y el Departamento Estatal de Orden Político y Social (DEOPS) llevaron a cabo operaciones de investigación en los estados de São Paulo y Paraná. Según la policía de São Paulo, se investigaron a 31.380 japoneses-brasileños como sospechosos de tener vínculos con la organización. La DEOPS identificó criminalmente a 376 japoneses-brasileños. Finalmente, los líderes de Shindo Renmei y la mayoría de los tokkotais fueron arrestados.En 1946 se decretó la expulsión del territorio nacional de unos 155 inmigrantes japoneses, pero esto nunca ocurrió y el caso terminó prescribiendo. Catorce tokkotais cumplieron sus sentencias por asesinato.
Después de varias décadas, muchos miembros de la comunidad japonesa-brasileña todavía consideran que Shindo Renmei es un tema que no debe ser comentado. En 2000, Fernando Morais lanzó Corazones Sucios, un libro que cuenta la historia de la organización. En 2006, Jorge Okubaro publicó O súdito: banzai, Massateru! de la Editora Terceiro Nome[10]. En 2011, Vicente Amorim estrenó una película del mismo nombre que dramatiza la historia del libro. En 2012, el director Mario Jun Okuhara puso a disposición en línea y de forma gratuita el documental Yami no Ichinichi, que aborda algunos acontecimientos del conflicto entre la victoria y el terrorismo. La novela Nihonjin de Oscar Nakasato, ganadora del Premio Jabuti en 2012, retrata la persecución de uno de sus protagonistas por parte de Shindo Renmei tokkotais. También fue el tema de la tesis de Carlos Leonardo Bahiense da Silva, Doctor en Historia, Ciencias Sociales en Desarrollo, Agricultura y Sociedad.